# Dacrydium gracile
Dacrydium gracile é uma espécie de conífera da família Podocarpaceae.
Apenas pode ser encontrada no seguinte país: Malásia.